# Metałurh Switłowodśk
Metałurh Switłowodśk (ukr. Міні-футбольний клуб «Металург» Світловодськ, Mini-Futbolnyj Kłub "Metałurh" Switłowodśk) – ukraiński klub futsalu, mający siedzibę w mieście Switłowodśk, w obwodzie kirowohradzkim. W 1991 występował w najwyższej klasie rozgrywkowej ZSRR oraz w pierwszych nieoficjalnych mistrzostwach i Pucharze Ukraińskiej SRR w 1990 roku.

## Historia
Chronologia nazw:
- 1990: Metałurh Switłowodśk (ukr. «Металург» Світловодськ)

Klub futsalowy Metałurh Switłowodśk został założony w Switłowodśku w 1990 roku. W 1990 roku klub startował w inauguracyjnych mistrzostwach Ukraińskiej SRR w futsalu, zdobywając wicemistrzostwo. Od 10 do 13 października 1990 roku klub występował w pierwszych rozgrywkach Pucharu Ukraińskiej SRR w futsalu, które odbyły się w Dniepropietrowsku, ale nie zakwalifikował się do półfinałów. W drugiej edycji mistrzostw ZSRR w futsalu w 1991 klub jako jeden z trzech przedstawicieli od Ukrainy odpadł już po pierwszym turnieju grupowym.
Po rozpadzie ZSRR klub nie uczestniczył w rozgrywkach profesjonalnych. Występował w różnych turniejach regionalnych.

## Barwy klubowe, strój
| Pomarańczowy | Czarny |

Zawodnicy klubu zazwyczaj grali swoje mecze domowe w pomarańczowo-czarnych strojach.

## Sukcesy

### Trofea międzynarodowe
Nie uczestniczył w rozgrywkach europejskich (stan na 31-05-2019).

### Trofea krajowe
Ukraina
| \| \| Zdobyte trofea w rozgrywkach Ukrainy (stan na: 31-05-2019) \| |                                                            |      |               |
| Rozgrywki                                                           | Osiągnięcie                                                | Razy | Sezon(y)      |
| · Mistrzostwo                                                       | I miejsce                                                  | 0    |               |
| · Mistrzostwo                                                       | II miejsce                                                 | 1    | 1990 (nieof.) |
| · Mistrzostwo                                                       | III miejsce                                                | 0    |               |
| Puchar                                                              | zdobywca                                                   | 0    |               |
| Puchar                                                              | finalista                                                  | 0    |               |
| II liga                                                             | I miejsce                                                  | 0    |               |
| II liga                                                             | II miejsce                                                 | 0    |               |
| II liga                                                             | III miejsce                                                | 0    |               |
| Ukraina                                                             | Zdobyte trofea w rozgrywkach Ukrainy (stan na: 31-05-2019) |      |               |

ZSRR
| \| \| Zdobyte trofea w rozgrywkach Związku Radzieckiego (stan na: 31-12-1992) \| |                                                                         |      |          |
| Rozgrywki                                                                        | Osiągnięcie                                                             | Razy | Sezon(y) |
| Mistrzostwo                                                                      | I miejsce                                                               | 0    |          |
| Mistrzostwo                                                                      | II miejsce                                                              | 0    |          |
| Mistrzostwo                                                                      | III miejsce                                                             | 0    |          |
| Mistrzostwo                                                                      | 22-25. miejsce                                                          | 1    | 1991     |
| Puchar                                                                           | zdobywca                                                                | 0    |          |
| Puchar                                                                           | finalista                                                               | 0    |          |
| II liga                                                                          | I miejsce                                                               | 0    |          |
| II liga                                                                          | II miejsce                                                              | 0    |          |
| II liga                                                                          | III miejsce                                                             | 0    |          |
|                                                                                  | Zdobyte trofea w rozgrywkach Związku Radzieckiego (stan na: 31-12-1992) |      |          |

## Struktura klubu

### Stadion
Klub rozgrywał swoje mecze domowe w Hali SK im. A.Tuzowskoho w Switłowodśku. Pojemność: 500 miejsc siedzących.

### Sponsorzy
- Zakład Metałurgiczny w Switłowodśku